# Reidar Borgersen
Reidar Bohlin Borgersen, né le 10 avril 1980 en Norvège, est un coureur cycliste norvégien.

## Biographie

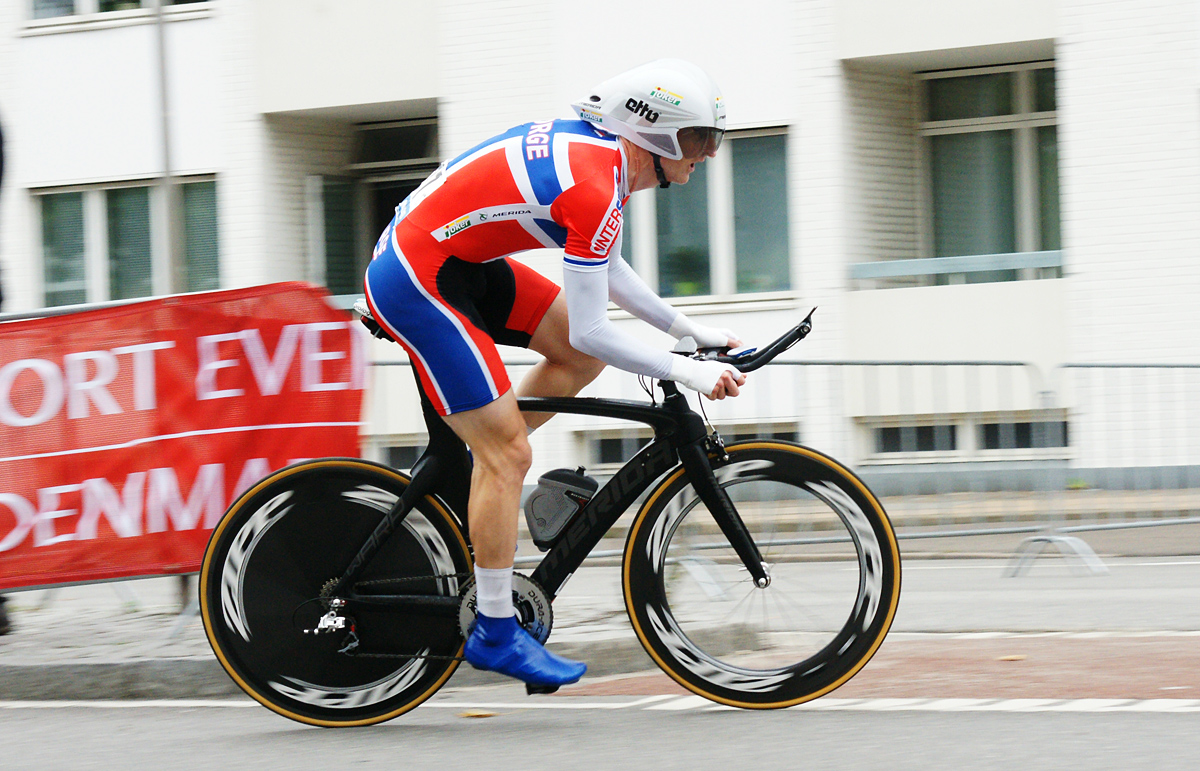
Reidar Borgersen lors du contre la montre des championnats du monde de cyclisme sur route 2011.

Reidar Borgersen est le frère jumeau du patineur de vitesse Odd Borgersen (en). Il pratique d'abord aussi ce sport. Il est champion de Norvège du 5 000 m en 2002 et 2003, du 10 000 m en 2003. Sur cette distance, il est troisième en 2004 et 2007. Ses meilleurs places en championnats du monde sont une douzième place au 5 000 m en 2003 et une quinzième place au 10 000 m en 2004.
Il se tourne ensuite vers le cyclisme. En 2010, il est vice-champion de Norvège du contre-la-montre, battu par Edvald Boasson Hagen.  En 2011, il intègre l'équipe continentale norvégienne Joker Merida et est à nouveau deuxième du championnat national du contre-la-montre, derrière Edvald Boasson Hagen. Il représente la Norvège au contre-la-montre des championnats du monde au Danemark. Il en prend la 43e place.
En 2012, après cinq titres consécutifs de 2007 à 2011, Edvald Boasson Hagen doit céder son titre national du contre-la-montre à Reidar Borgersen. Durant cette saison, il est également quatrième de l'étape contre-la-montre du Tour Alsace et deuxième d'une étape de la Ronde de l'Oise. En septembre, il dispute le championnat du monde du contre-la-montre. Il chute dans un rond-point et ne termine pas la course.

## Palmarès

### Palmarès sur route
- 2010
  - 2e du championnat de Norvège du contre-la-montre
- 2011
  - 2e du championnat de Norvège du contre-la-montre
- 2012
  -  Champion de Norvège du contre-la-montre
- 2013
  - Ringerike Grand Prix
  - 3e du championnat de Norvège du contre-la-montre
- 2014
  -  Champion de Norvège du contre-la-montre
  - Okolo Jižních Čech :
    - Classement général
    - 2e étape (contre-la-montre)

  - Duo normand (avec Truls Engen Korsæth)
  - 2e du Chrono champenois
  - 3e du Tour de Normandie
  - 3e du Chrono des Nations-Les Herbiers-Vendée
- 2016
  - 3e du Circuit des Ardennes international

### Classements mondiaux
| Année           | 2011   | 2012 | 2013 | 2014 | 2015 |
| --------------- | ------ | ---- | ---- | ---- | ---- |
| UCI Europe Tour | 1 069e | 619e | 238e | 37e  | 589e |